# Chāh Mosāfer
Chāh Mosāfer (persiska: چاه مسافر, Chāh-e-Mosāfer) är en ort i Iran.   Den ligger i provinsen Sydkhorasan, i den nordöstra delen av landet, 600 km öster om huvudstaden Teheran. Chāh Mosāfer ligger 815 meter över havet och antalet invånare är 160.
Terrängen runt Chāh Mosāfer är platt åt nordost, men åt sydväst är den kuperad.Runt Chāh Mosāfer är det mycket glesbefolkat, med 5 invånare per kvadratkilometer. Chāh Mosāfer är det största samhället i trakten. Trakten runt Chāh Mosāfer är ofruktbar med lite eller ingen växtlighet.